# Chotina

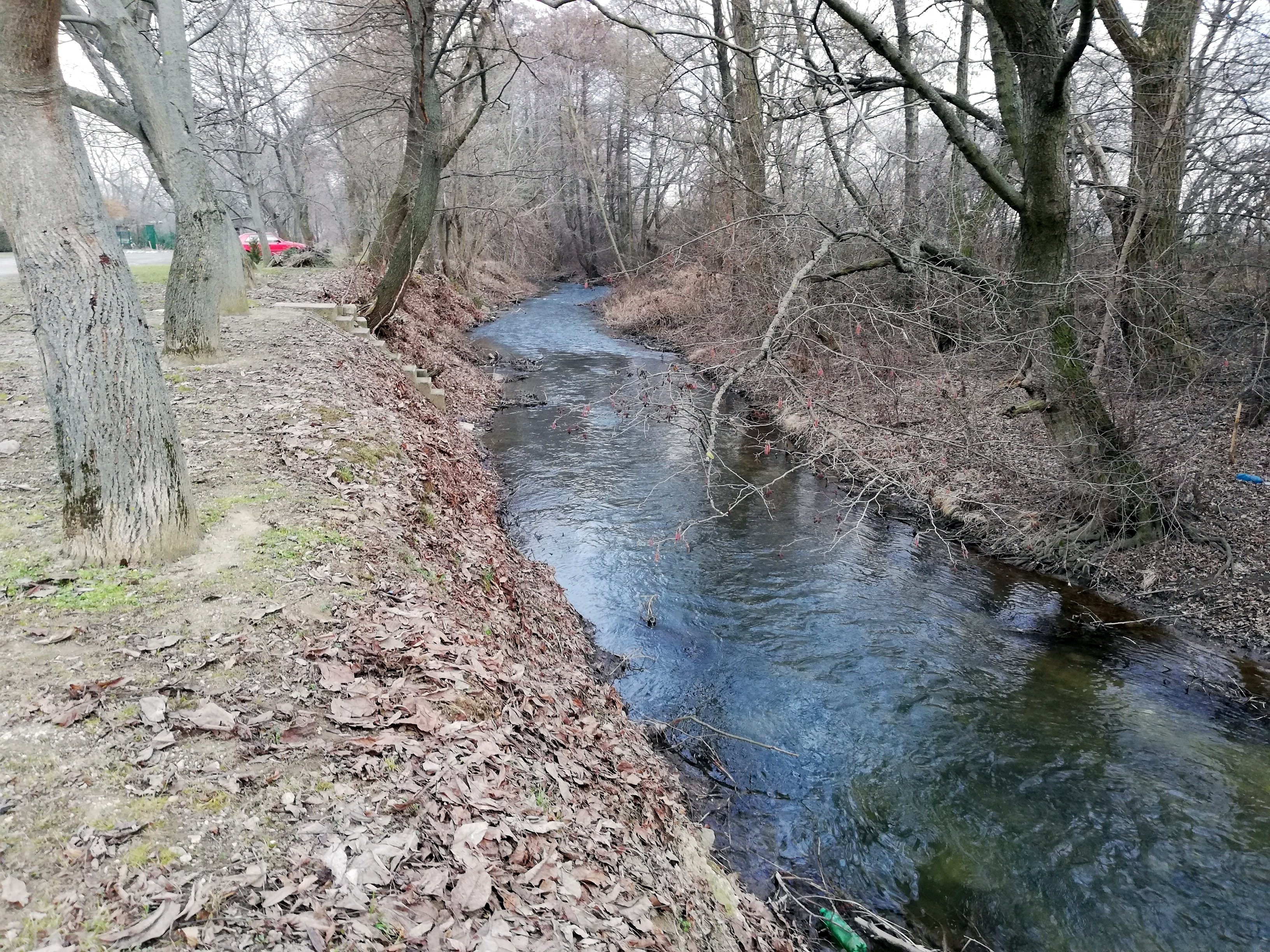
Chotina in Jacovce, Februar 2019

Die Chotina ist ein 29 Kilometer langer Zufluss der Nitra im Westen der Slowakei. 
Die Chotina entspringt im Bergland des Považský Inovec in einer Höhe von 780 m bei dem Berg Jakubová (906 m) und fließt durch den Okres Bánovce nad Bebravou und den Okres Topoľčany in südöstlicher Richtung nach Durchströmen eines kleinen Stausees (vodná nádrž Nemečky; Höhe 281,5 m) über Nemečky, Tvrdomestice und Jacovce bis zu ihrer Mündung in die Nitra bei Topoľčany in einer Höhe von rund 174 m.